# Lyman-Break-Technik
Mit der Lyman-Break-Technik, einer Beobachtungsmethode der modernen Astrophysik, können sehr effizient große Mengen stark rotverschobener Galaxien gefunden werden. Diese Galaxien werden, wie häufig in der modernen Astronomie, nach ihrer Entdeckungsmethode bezeichnet: Lyman-Break-Galaxien.
Galaxien mit einem hohen Anteil massereicher Sterne zeigen eine starke Emission im ultravioletten Bereich ihrer Spektren. Dieser Teil des Spektrums zeigt zwei auffällige Sprünge:
- einen bei 912 Ångström (Ruhewellenlänge), d. h. beim Lyman-Limit; dieser Sprung wird auch Lyman-Break genannt, er ist der Namensgeber der Methode;
- einen bei 1216 Ångström; hier liegt die Lyman-Linie mit der höchsten Wellenlänge, sie heißt Lyman-alpha.

Zwischen diesen beiden Wellenlängen gibt es eine Verringerung des Flusses, die durch die diskreten Absorptionslinien der Wasserstoff-Lyman-Serie verursacht wird (Lyman-Alpha-Wald, Resonanzabsorption). Diese Linien stammen in erster Linie nicht von der Galaxie selbst, sondern vom intergalaktischen Medium.
Licht mit einer Wellenlänge unterhalb 912 Ångström ionisiert neutralen Wasserstoff, was dazu führt, dass dieses kurzwellige Licht der Galaxie von interstellarem und intergalaktischem Gas praktisch vollständig absorbiert wird.

## Verwendete Filter
Durch die Rotverschiebung werden die zwei UV-Kontinuumssprünge in den leicht beobachtbaren Bereich der optischen Wellenlängen verschoben. Jetzt kann die spektrale Eigenschaft dieser Galaxien dazu benutzt werden, sie aufzufinden. Mit drei Farbfiltern können diese Galaxien von anderen Objekten unterschieden werden:
- der erste Filter lässt Licht unterhalb des Lyman-Limits durch
- der zweite Filter lässt Licht zwischen Lyman-Limit und Lyman-alpha-Linie durch
- der dritte Filter lässt Licht oberhalb der Lyman-alpha-Linie durch.

Für jedes Objekt werden die gemessenen Flüsse in den drei Filtern miteinander verglichen. So können die Galaxien relativ leicht identifiziert werden. Die Wahl der Filter legt den Rotverschiebungsbereich fest, in dem die ausgewählten Galaxien sich befinden. Z. B. werden mit den Filtern U (entspricht der Farbe UV bzw. Violett), B (entspricht etwa der Farbe Blau) und V (entspricht der Farbe Grün) Galaxien bei einer Rotverschiebung von z ~ 3 ausgewählt.

## Vor- und Nachteile
Der Vorteil des Verfahrens ist, dass man nicht mehr das Spektrum jeder Galaxie einzeln untersuchen muss (was bei lichtschwachen Galaxien auch schwierig ist), sondern ganze Himmelsbereiche gleichzeitig absuchen kann. Die Methode hat sich bisher auch als robust erwiesen, der Anteil der Fehlidentifikationen ist relativ gering. Mehrere zehntausend Galaxien wurden bisher mit dieser Methode gefunden.
Ein Nachteil der Methode ist, dass damit nur eine bestimmte Art von Galaxien gefunden wird: Die Galaxie muss massereiche Sterne besitzen, die genug UV-Fluss produzieren. Massereiche Sterne haben aber eine geringe Lebensdauer. Die Lyman-Break-Galaxien müssen daher eine hohe Sternentstehungsrate besitzen oder vor kurzem besessen haben. Lyman-Break-Galaxien sind daher nicht repräsentativ für die gesamte Galaxienpopulation bei hohen Rotverschiebungen.

## Ähnliche Verfahren
Die Technik kann auch bei höheren Rotverschiebungen als z = 3 angewandt werden. Allerdings verändert sich hier das Spektrum einer typischen UV-hellen Galaxie: der Lyman-alpha-Wald wird immer stärker. Es ist praktisch nur noch der Sprung bei 1216 Ångström zu erkennen, weil unterhalb davon das Spektrum der Galaxie fast komplett absorbiert wird. Die Galaxien werden jetzt nur noch durch die Drop-out-Technik gefunden: im kurzwelligen Filter sind sie nicht mehr zu sehen, im langwelligen schon.
Analog zum Verfahren der Lyman-Break-Technik existieren auch die BzK-Break-Technik bzw. die BzK-Break-Galaxien. Bei diesem Verfahren wird auf den 4000-Ångström-Break und ein durchgehendes UV-Spektrum geachtet, also mit Filtern im B-, Z- und K-Band gearbeitet, was der Technik ihren Namen gibt.
Weiterhin kann man auch noch von Balmer-Break-Technik bzw. Balmer-Break-Galaxien sprechen, falls durch entsprechende Filter der Abfall im Spektrum an der Balmer-Serie bei 3648 Ångström als Filterkriterium genommen wird.